# Diphyus sexzonatus
Diphyus sexzonatus là một loài tò vò trong họ Ichneumonidae.